# Pittosporum croceum
Pittosporum croceum är en tvåhjärtbladig växtart som beskrevs av André Guillaumin. Pittosporum croceum ingår i släktet Pittosporum och familjen Pittosporaceae. Inga underarter finns listade.